# Mehmet Aydın
Pour les articles homonymes, voir Aydın (homonymie).
Ne doit pas être confondu avec Mehmet Can Aydın.
Mehmet Aydın né le 20 mars 1943 à Elazığ, est un homme politique et universitaire turc.

## Formation
Diplômé de la faculté de théologie de l'université d'Ankara en 1966. Fait son doctorat sur la philosophie dans l'université d'Édimbourg. 

## Carrière universitaire
Il travaille comme assistant de philosophie dans la faculté des sciences islamique à l'université Atatürk, plus tard il est nommé à l'Université d'Ankara, et devient maître de conférences de la philosophie systématique et logique, parallèlement il travaille aux départements de philosophie de la faculté de langues, histoire et la géographie de l'université Atatürk et de l'université technique du Moyen-Orient. 
Il est nommé professeur à la faculté de théologie de l'université du 9-Septembre en 1984 et devient doyen de ce faculté (1996-1999). Entre 2012-2013 il travaille au département de l'administration publique et sciences politiques de l'université Bilkent.

## Carrière politique
Membre du Parti de la justice et du développement, Député d'Izmir (2002-2011) et ministre d'État chargé des affaires religieuses (2002-2007) et chargé des sciences et de la technologie (2007-2011)
Il parle couramment anglais, français et arabe. Marié, il a deux enfants.